# Grands Boulevards (Paris metro)
Grands Boulevards är en tunnelbanestation i Paris metro för linje 8 och linje 9 i 2:a och 9:e arrondissementet. Stationen öppnades år 1931 och är belägen under Boulevard Poissonnière. Stationen är uppkallad efter Paris stora boulevarder.

## Omgivningar
- Saint-Eugène-Sainte-Cécile
- Rue Geoffroy-Marie
- Rue du Faubourg-Montmartre

## Bilder
| - Tunnelbanestationen Grands Boulevards. - Saint-Eugène-Sainte-Cécile. - Rue Geoffroy-Marie. - Rue du Faubourg-Montmartre. |